# Anthony Heald
Philip Anthony Mair Heald (ur. 25 sierpnia 1944 w New Rochelle) – amerykański aktor filmowy i telewizyjny. Trzykrotny laureat nagrody Obie Award i zwycięzca nagrody Theatre World, dwukrotnie nominowany do Tony Award.
W 1962 ukończył liceum Massapequa na Long Island w Nowym Jorku. W 1971 uzyskał dyplom na Uniwersytecie Stanowym Michigan.
Poza karierą aktorską, Anthony Heald, udzielał głosu do nagrywania audibooków. Czytał między innymi: Star Wars Expanded Universe oraz New Jedi Order.

## Filmografia
- Zdrówko (Cheers, 1982–1993) jako Kevin (gościnnie)
- Silkwood (1983) jako doktor
- Policjanci z Miami (Miami Vice, 1984–1989) jako komandor (1985) (gościnnie)
- Opowieści z ciemnej strony (Tales from the Darkside, 1984–1988) jako Englebert Ames (gościnnie)
- Nauczyciele (Teachers, 1984) jako Narc
- Spenser: For Hire (1985–1988) jako Portier (gościnnie)
- Nasza paczka (The Beniker Gang, 1985) jako pan Uldrich
- Crime Story (1986–1988) jako Roger Jankowski (gościnnie)
- Śmiertelny przypadek (A Case of Deadly Force, 1986) jako Dave O’Brian
- Fresno (1986) jako Kevin Kensington
- Zwariowane szczęście (Outrageous Fortune, 1987) jako Weldon
- Szczęśliwego Nowego Roku (Happy New Year, 1987) jako Gość na obiedzie
- Sierotki (Orphans, 1987) jako mężczyzna w parku
- Prawo i porządek (Law & Order, 1990) jako Ian O’Connell (gościnnie)
- Pocztówki znad krawędzi (Postcards from the Edge, 1990) jako George Lazan
- Wspaniały Louis (The Super, 1991) jako Ron Nessim
- Milczenie owiec (The Silence of the Lambs, 1991) jako dr Frederick Chilton
- Abby, My Love (1991) jako dr Morris
- Szepty w mroku (Whispers in the Dark, 1992) jako Paul
- Ballada o małym Jo (The Ballad of Little Jo, 1993) jako Henry Grey
- Raport Pelikana (The Pelican Brief, 1993) jako Marty Velmano
- Class of '96 (1993) jako profesor Davis (gościnnie)
- Szachowe dzieciństwo (Searching for Bobby Fischer, 1993) jako Walczący rodzic
- Z Archiwum X (The X Files, 1993–2002) jako Harold Pillar (gościnnie)
- Klient (The Client, 1994) jako Trumann
- Przygoda W Górach (Bushwhacked, 1995) jako Bragdon
- New York News (gościnnie, 1995)
- Pocałunek śmierci (Kiss of Death, 1995) jako Jack Gold
- Czas zabijania (A Time to Kill, 1996) jako doktor Wilbert Rodeheaver
- Mroczne dziedzictwo (Poltergeist: The Legacy, 1996–1999) jako Damon Ballard (gościnnie)
- LIBERTY! The American Revolution (1997) jako Philip Vickers Fithian / Jonathan Austin
- Kancelaria adwokacka (The Practice) (1997–2004) jako sędzia Wallace Cooper (gościnnie)
- Śmiertelny rejs (Deep Rising, 1998) jako Canton
- Osiem milimetrów (8MM, 1999) jako Longdale
- Dowód życia (Proof of Life, 2000) jako Ted Fellner
- Boston Public (2000–2004) jako Scott Guber
- Ruby Princess Runs Away, The  (2001)
- Inside the Labyrinth: The Making of 'The Silence of the Lambs' (2001) jako on sam
- The X-Files: The Truth (2002) jako Harold Piller (nie wymieniony w czołówce) (zdjęcia archiwalne)
- Benjamin Franklin (2002) jako Jonathan Austin
- Czerwony smok (Red Dragon, 2002) jako dr Frederick Chilton
- Zemsta kobiety w średnim wieku (Revenge of the Middle-Aged Woman, 2004) jako Simon
- Wzór (Numb3rs, 2005) jako Walt Merrick (gościnnie)
- Przyjęty (Accepted, 2006) jako Dean Richard Van Horne
- X-Men: Ostatni bastion (X-Men: The Last Stand, 2006) jako agent FBI przesłuchujący Mystique